# Aztec money
Aztec Money este o piață globală on-line, care furnizează export de creanțe, fiind o alternativă a băncilor tradiționale de finanțare, liniilor normale de creditare, sau de factoring. Platforma on-line permite companiilor să își vândă creanțele pe o piață a investitorilor in instituțiile non-bancare în termenii stabiliți de către companie. Aztec Money are sediul central in Irlanda și operează în Africa, Asia, Europa și America Latină, și se concentrează pe furnizorii orientați către export.

## Modalitate de funcționare
Aztec Money furnizează accesul la un proces de finanțare non-bancar, pentru companiile ce fac parte din domeniile: agricultură, industrie și servicii; care fac parte dintr-un lanț de aprovizonare global. Aztec oferă o piață care permite investitorilor instituționali, să finanțeze lanțurile de aprovizionare globală, prin achiziția facturilor puse spre vânzare de către furnizori de nivel mondial. Aztec abordează astfel, problema critică și globală a băncilor, restrângând și restricționând creditele, la țările exportatoare in curs de dezvoltare și a companiilor care dețin o strategie decisivă asupra lanțurilor de aprovizionare. Piața oferită de către Aztec Money operează un sistem prin care, dacă vânzarea nu este încheiată, nu se va incasa nici un fel de taxă. În cazul în care vânzarea este efectuată cu succes, se va încasa o taxă de maximum 2%. Companiile se înregistrează on-line, aleg termenii de vânzare a facturii, prezintă documentele adecvate, monitorizează și urmăresc licitația on-line, iar plata se va efectua atunci când factura este vândută companiei ce oferă cel mai bun preț.

## Istorie
Compania Aztec Money a fost concepută de către o echipă de profesioniști in finanțe, orientându-se inițial pentru furnizarea serviciilor lor, spre țari precum Irlanda, Spania, Italia și Grecia. De asemenea Aztec Money se află in procesul de a deschide filiale în Brazilia, Polonia, Asia și Statele Unite ale Americii.